# Trigonocorypha tihamae
Trigonocorypha tihamae är en insektsart som beskrevs av Boris Petrovich Uvarov 1952. Trigonocorypha tihamae ingår i släktet Trigonocorypha och familjen vårtbitare.

## Underarter
Arten delas in i följande underarter:
- T. t. raggei
- T. t. tihamae